# Arianna Menciassi
Arianna Menciassi (Pisa, 1971) è una fisica e bioingegnere italiana.

## Biografia
Laureata in Fisica a Pisa nel 1995, ivi consegue nel 1999 il dottorato in Bioingegneria e nel 2000 il post-dottorato in Robotica. Nella città toscana prosegue la sua carriera accademica, divenendo professoressa ordinaria in Ingegneria bioindustriale nel 2014. Ha avuto anche esperienze accademiche in Francia, ove ha lavorato come visiting professor all'École nationale supérieure de mécanique et des microtechniques di Besançon e all'Università Pierre e Marie Curie di Parigi.

## Attività
Si occupa principalmente di robotica nel campo medico e di applicazioni bioingegneristiche nel trapianto d'organi e di tessuti. Per la sua ricerca sulle capsule endoscopiche ha ricevuto il Well-tech Award.